# شهرستان خابارسکی
شهرستان خابارسکی (به لاتین: Khabarsky District) یک شهرستان در روسیه است که در سرزمین آلتای واقع شده‌است.